# Uruçuca
Uruçuca is een gemeente in de Braziliaanse deelstaat Bahia. De gemeente telt 23.237 inwoners (schatting 2009).

## Aangrenzende gemeenten
De gemeente grenst aan Ilhéus en Itacaré.